# Каспиц, Роланд
Ро́ланд Ка́спиц (нем. Roland Kaspitz; род. 1 ноября 1981, Шпитталь-ан-дер-Драу, Каринтия) — австрийский хоккеист, центральный нападающий французского клуба «Льон де Лион», выступающего в лиге Магнуса.

## Карьера
Является воспитанником клуба ВСВ, в возрасте 18 лет дебютировал в австрийской Бундеслиге. Через 5 лет перешёл в «Инсбрук», но выступал в нём только сезон и вернулся обратно в «Филлахер». За 12 сезонов провёл 515 игр и набрал 363 очка. В сборной выступает с 2002 года.

## Титулы
- Чемпион Австрии 2002 и 2006 годов
- Чемпион мира 2008 в Первом дивизионе